# 1972-es magyar birkózóbajnokság
Az 1972-es magyar birkózóbajnokság a hatvanötödik magyar bajnokság volt. A kötöttfogású bajnokságot június 10. és 11. között rendezték meg Budapesten, a Játékcsarnokban, a szabadfogású bajnokságot pedig június 3. és 4. között Budapesten, a Nemzeti Sportcsarnokban.

## Eredmények

### Férfi kötöttfogás
| Versenyszám | Arany                           | Arany | Ezüst                               | Ezüst | Bronz                         | Bronz |
| ----------- | ------------------------------- | ----- | ----------------------------------- | ----- | ----------------------------- | ----- |
| 48 kg       | Seres Ferenc Honvéd Szondi SE   |       | Földesi Ferenc Újpesti Dózsa        |       | Gyulai Mihály Ferencvárosi TC |       |
| 52 kg       | Doncsecz József Vasas SC        |       | Rácz Lajos Honvéd Szondi SE         |       | Benák János Bajai MEDOSZ      |       |
| 57 kg       | Varga János Bp. Honvéd          |       | Szőnyi János Bp. Spartacus          |       | Bolla József Újpesti Dózsa    |       |
| 62 kg       | Lakatos András Egri Berva Vasas |       | Réczi László Kiskunfélegyházi Vasas |       | Vass Sándor BVSC              |       |
| 68 kg       | Németh István Bp. Spartacus     |       | Steer Antal BVSC                    |       | Toma Ferenc Vasas SC          |       |
| 74 kg       | Hegedűs Miklós Vasas SC         |       | Toma Mihály Vasas SC                |       | Mráz Miklós Csepel Autó VSE   |       |
| 82 kg       | Hegedűs Csaba Vasas SC          |       | Nagy István Ganz-MÁVAG VSE          |       | Juhász József Bp. Honvéd      |       |
| 90 kg       | Pércsi József Bp. Honvéd        |       | Séllyei István Vasas SC             |       | Giczy Jenő Ferencvárosi TC    |       |
| 100 kg      | Kiss Ferenc Ganz-MÁVAG VSE      |       | Farkas József Honvéd Szondi SE      |       | Vatai László Ferencvárosi TC  |       |
| +100 kg     | Csatári József Bp. Honvéd       |       | Lajos Zsigmond Debreceni Bocskai    |       | dr. Darabánt Iván BVSC        |       |

### Férfi szabadfogás
| Versenyszám | Arany                         | Arany | Ezüst                        | Ezüst | Bronz                            | Bronz |
| ----------- | ----------------------------- | ----- | ---------------------------- | ----- | -------------------------------- | ----- |
| 48 kg       | Gyulai Mihály Ferencvárosi TC |       | Laták Attila BVSC            |       | Seres Imre Honvéd Szondi SE      |       |
| 52 kg       | Gál Henrik Ferencvárosi TC    |       | Molnár József Bp. Honvéd     |       | Erdős Márton Bp. Honvéd          |       |
| 57 kg       | Klinga László Bp. Honvéd      |       | Bolla József Újpesti Dózsa   |       | Fodor Mihály Debreceni VSC       |       |
| 62 kg       | Szabó László Vasas SC         |       | Fekete Tibor Bp. Honvéd      |       | Idei Gyula Honvéd Szondi SE      |       |
| 68 kg       | Rusznyák József Diósgyőri VTK |       | Kocsis János Bp. Honvéd      |       | Katz Lajos Ferencvárosi TC       |       |
| 74 kg       | Urbanovics Miklós Csepel SC   |       | Búzás Károly Bp. Honvéd      |       | Vígh Péter Honvéd Szondi SE      |       |
| 82 kg       | Kovács István Csepel SC       |       | Deák András Debreceni VSC    |       | Sallai Lajos Honvéd Szondi SE    |       |
| 90 kg       | Bajkó Károly Vasas SC         |       | Balassa János Kecskeméti TE  |       | Csábi Árpád BVSC                 |       |
| 100 kg      | Csatári József Bp. Honvéd     |       | Agócs János Csepel SC        |       | Pruzsinszky Vilmos Bp. Spartacus |       |
| +100 kg     | Maróthy István Csepel SC      |       | Urbán József Ferencvárosi TC |       | Etlényi István Újpesti Dózsa     |       |